# Žebříček IIHF

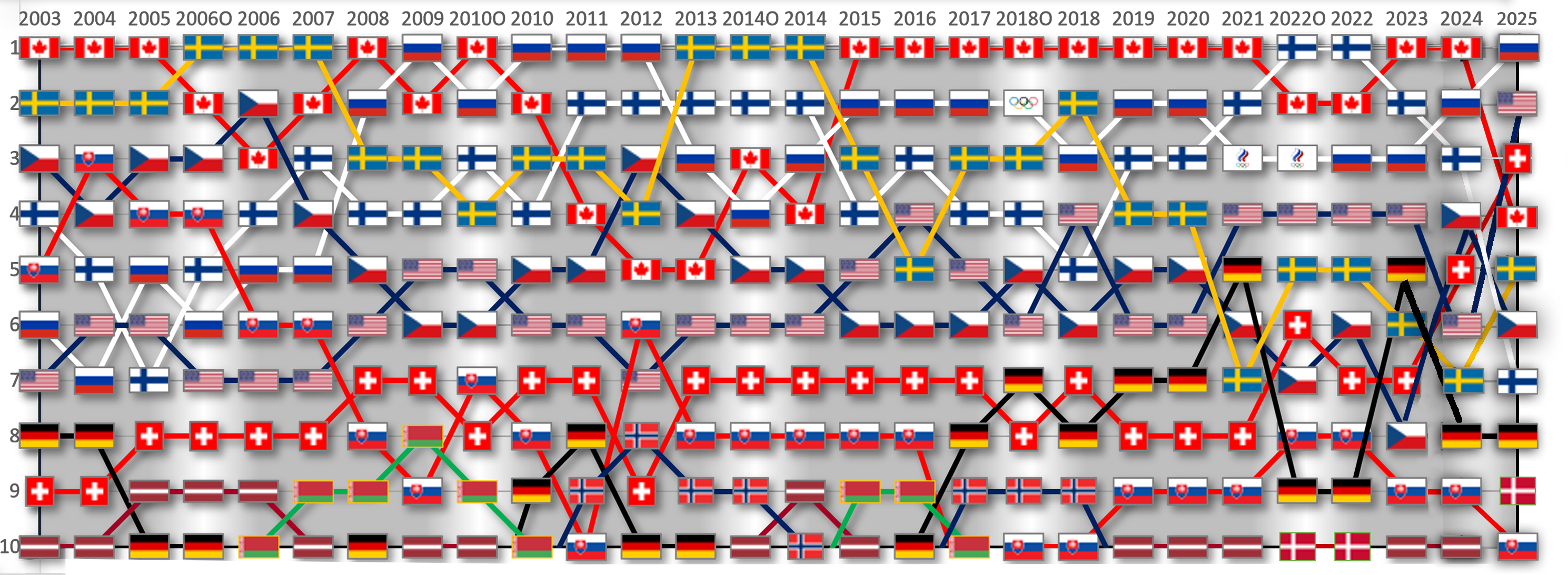
Graf změn na prvních deseti místech (první místo nahoře) mezi roky 2003 a 2023

Žebříček IIHF je žebříčkem určujícím pořadí národních týmů v ledním hokeji. Je sestavován Mezinárodní federací ledního hokeje (IIHF).
| Pořadí | Změna | Tým            | Body |
| ------ | ----- | -------------- | ---- |
| 1      | ▬     | Kanada         | 4100 |
| 2      | ▲ +1  | Rusko          | 4065 |
| 3      | ▼ −1  | Finsko         | 3955 |
| 4      | ▲ +4  | Česko          | 3945 |
| 5      | ▲ +2  | Švýcarsko      | 3945 |
| 6      | ▼ −2  | USA            | 3945 |
| 7      | ▼ −1  | Švédsko        | 3910 |
| 8      | ▼ −3  | Německo        | 3865 |
| 9      | ▬     | Slovensko      | 3750 |
| 10     | ▬     | Lotyšsko       | 3660 |
| 11     | ▬     | Dánsko         | 3500 |
| 12     | ▬     | Norsko         | 3380 |
| 13     | ▲ +3  | Rakousko       | 3340 |
| 14     | ▼ −1  | Francie        | 3325 |
| 15     | ▬     | Kazachstán     | 3305 |
| 16     | ▼ −2  | Bělorusko      | 3245 |
| 17     | ▲ +3  | Velká Británie | 3095 |
| 18     | ▲ +1  | Maďarsko       | 3090 |
| 19     | ▼ −2  | Slovinsko      | 3090 |
| 20     | ▼ −2  | Itálie         | 3025 |

| Pořadí | Změna | Tým         | Body |
| ------ | ----- | ----------- | ---- |
| 1      | ▬     | Kanada      | 4270 |
| 2      | ▬     | USA         | 4210 |
| 3      | ▲ +1  | Finsko      | 3975 |
| 4      | ▲ +1  | Česko       | 3965 |
| 5      | ▼ −1  | Švýcarsko   | 3960 |
| 6      | ▬     | Rusko       | 3880 |
| 7      | ▬     | Japonsko    | 3775 |
| 8      | ▬     | Švédsko     | 3750 |
| 9      | ▬     | Německo     | 3650 |
| 10     | ▬     | Maďarsko    | 3520 |
| 11     | ▬     | Dánsko      | 3490 |
| 12     | ▲ +2  | Čína        | 3425 |
| 13     | ▼ −1  | Francie     | 3415 |
| 14     | ▲ +1  | Norsko      | 3340 |
| 15     | ▼ −2  | Rakousko    | 3315 |
| 16     | ▬     | Slovensko   | 3175 |
| 17     | ▬     | Nizozemsko  | 3170 |
| 18     | ▲ +1  | Jižní Korea | 3080 |
| 19     | ▼ −1  | Itálie      | 3025 |
| 20     | ▬     | Polsko      | 2955 |

## Systém bodování
Do žebříčku se započítává výsledné pořadí na posledních zimních olympijských hrách a na posledních čtyřech mistrovstvích světa. Od roku 2023 vítěz mistrovství či olympijského turnaje obdrží 1600 bodů. Body za další umístění jsou následující:
- 1. – 1600 bodů
- 2. – 1560 bodů
- 3. – 1520 bodů
- 4. – 1500 bodů
- 5. – 1460 bodů
- 6. – 1440 bodů
- 7. – 1420 bodů
- 8. – 1400 bodů
- 9. – 1360 bodů
- 10. – 1340 bodů
- 11. –  1320 bodů
- 12. –  1300 bodů
- 13. –  1280 bodů
- 14. –  1260 bodů
- 15. –  1240 bodů
- 16. –  1220 bodů
- atd. – vždy se bodový příděl snižuje o 20 bodů (výjimkou je 40 bodů mezi 1. a 2., 2. a 3., 4. a 5. a 8. a 9. místem)

Mezi lety 2003 a 2022 byl systém následující:
- 1. – 1200 bodů
- 2. – 1160 bodů
- 3. – 1120 bodů
- 4. – 1100 bodů
- 5. – 1060 bodů
- 6. – 1040 bodů
- 7. – 1020 bodů
- 8. – 1000 bodů
- 9. – 960 bodů
- 10. – 940 bodů
- 11. –  920 bodů
- 12. –  900 bodů
- 13. –  880 bodů
- 14. –  860 bodů
- 15. –  840 bodů
- 16. –  820 bodů
- atd. – vždy se bodový příděl snižuje o 20 bodů (výjimkou je 40 bodů mezi 1. a 2., 2. a 3., 4. a 5. a 8. a 9. místem)

Aby se zajistilo, že žebříček bude odrážet aktuální sílu týmů, mají starší výsledky nižší váhu než výsledky novější. Turnaje z aktuálního roku mají 100% hodnotu, z předešlého roku 75%, dva roky staré turnaje se počítají za 50%, turnaje z doby před třemi lety za 25%. Starší turnaje se nezapočítávají.
Žebříčku je využíváno k nasazování týmů do dalšího mistrovství světa. Je používán také k určení týmů, které se přímo kvalifikují na olympijské hry, a které budou hrát kvalifikaci o olympiádu. Poprvé byl tento žebříček použit v roce 2003.